# Stundenbuch des Bénigne Serre
Das Stundenbuch wurde von Bénigne Serre, einem hohen Funktionär des Königs, in Auftrag gegeben und entstand im Jahre 1524. Der Maler stammt aus dem Umfeld der 1520er Werkstatt. Besonders aufwändig gestaltet wurden die 26 ganzseitigen Miniaturen.

## Beschreibung des Codex
Die Handschrift enthält 145 Bilder, davon 26 ganzseitige Miniaturen. Die unterschiedlich großen Initialen sind von einer bis zu drei Zeilen hoch. Jede Textseite ist mit farbig konturierten Blattgoldstreifen unten, oben und zum Falz hin umgeben, während nach außen hin eine breitere Bordüre das Textfeld begrenzt. Der Text wurde in einer Bastarda mit schwarzer, blauer, roter und goldener Tinte geschrieben. Der Einband ist ein französischer Kalbslederband aus dem letzten Viertel des 16. Jahrhunderts mit reichen Vergoldungen und einem leeren Medaillon in der Mitte. Der Codex ist auf Pergament geschrieben und umfasst 179 Blatt im Format klein Oktav (145 × 85 mm).

## Inhalt
Im Kalender, der eine Heiligenauswahl für Langres enthält (ff. 1r-12v), sind jeweils auf der Rectoseite die Tierkreiszeichen vom Wassermann bis zum Steinbock in ovalen Medaillons abgebildet und mit verschiedenen Beschäftigungen der vornehmen Leute im Bas-de-page geschmückt. Von den darauf folgenden Perikopen (ff. 13r-26r) sind nur die Texte des Johannes, der Anfang des Evangeliums und der Passionsbericht mit Bildern geschmückt. Auf die Mariengebete (ff. 26v-33r) und das Marienoffizium (ff. 33v – 91v) folgen Bußpsalmen (ff. 92r. – 109r), Totenoffizium (ff. 109v.- 147v.), Suffragien (ff. 148r. – 171) und ein Christusgebet, das dem heiligen Augustinus zugeschrieben wird (ff. 172v – 179r).
Ganz zu Beginn des Codex (fol. V2r-V4v) findet man auf fünf eingefügten Papierblättern ein Livre de raison, das von François Bretagne um 1659 verfasst wurde. Das Livre de raison berichtet von seiner Hochzeit bis zur Totgeburt eines Sohnes und wurde laufend ergänzt. Ganz am Ende, wiederum auf ein paar eingeschobenen Blättern, findet sich ein weiteres Livre de raison mit verschiedenen Einträgen der Familie de Bretagne aus den ersten Jahrzehnten des 18. Jh.

## Buchschmuck
Bei dem Künstler handelt es sich um einen noch unbekannten Maler aus dem Umfeld der 1520er Werkstatt.
Jede einzelne Seite, auch diejenigen, welche unbeschrieben geblieben sind, ist mit einer mehr oder weniger aufwendigen Bordüre umrandet. Jeweils am oberen und unteren Rand und am Ende des Textes zum Falz hin sind farbig konturierte Blattgoldstreifen zu finden. Zur Außenseite hin ist eine größere Bordüre zu sehen, meist mit einem Goldgrund, seltener mit einem Farbgrund versehen. Die meisten der Bordüren sind mit Bildern oder bildhaften Motiven versehen. Auffallend sind dabei oft wiederkehrende Darstellungen von Ratten, die wohl mit einem Symbol des Auftraggebers in Verbindung gebracht werden können. Auch das Wappen der Familie Serre findet sich an zahlreichen Stellen wieder (zum Beispiel f. 63v). Die Rectoseiten des Kalenders und die Textanfänge sind mit großen Miniaturen geschmückt, die jeweils von einer Renaissance-Architektur umrahmt werden. Diese besteht aus Pilastern, die auf hohen Sockeln stehen und eine Leiste, einen Bogen oder ein Gebälk tragen. Im Kalender sind in der Leiste auch Figuren abgebildet, wie Drachen oder Halbwesen.

## Geschichte des Codex
Fertiggestellt wurde der Codex 1524 in Dijon. Als Auftraggeber des Stundenbuches gilt Bénigne Serre, ein hoher Funktionär des Königs im Burgund. Unklar bleibt, wie der Codex zur Familie Bretagne gelangte, in deren Besitz er sich bis Mitte des 18. Jahrhunderts befand. Im Mai 1905 stellte ihn Jules Gauthier in der Sitzung der Commission des Antiquité de la Côte d’Or vor, welcher von Madame Saverot darauf aufmerksam gemacht worden war. Da Madame Saverot der Stadtbibliothek von Dijon 26 Handschriften schenkte, wäre es möglich, dass das Stundenbuch als wertvollster Buchbesitz der Saverots nicht in diese Stiftung einging, sondern als besonders wertvolles Objekt im Familienbesitz blieb.

## Galerie

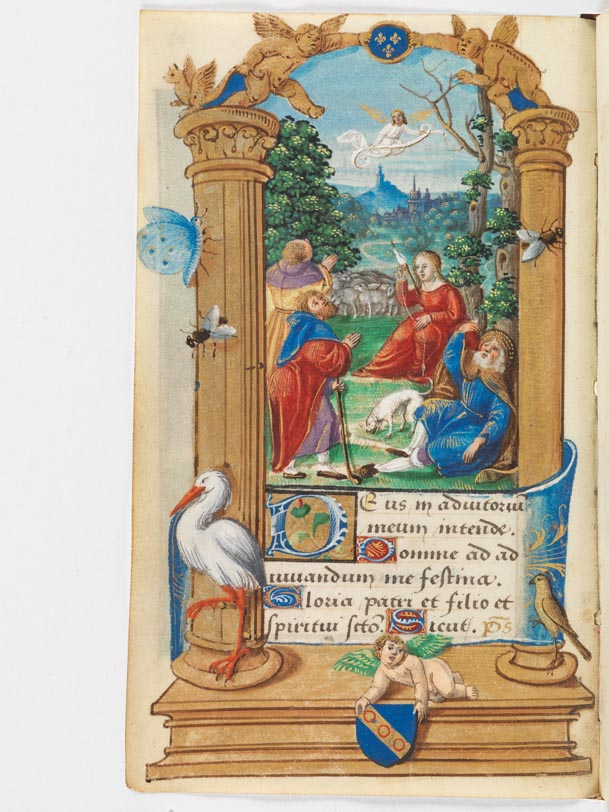
Hirtenverkündigung fol. 63v.
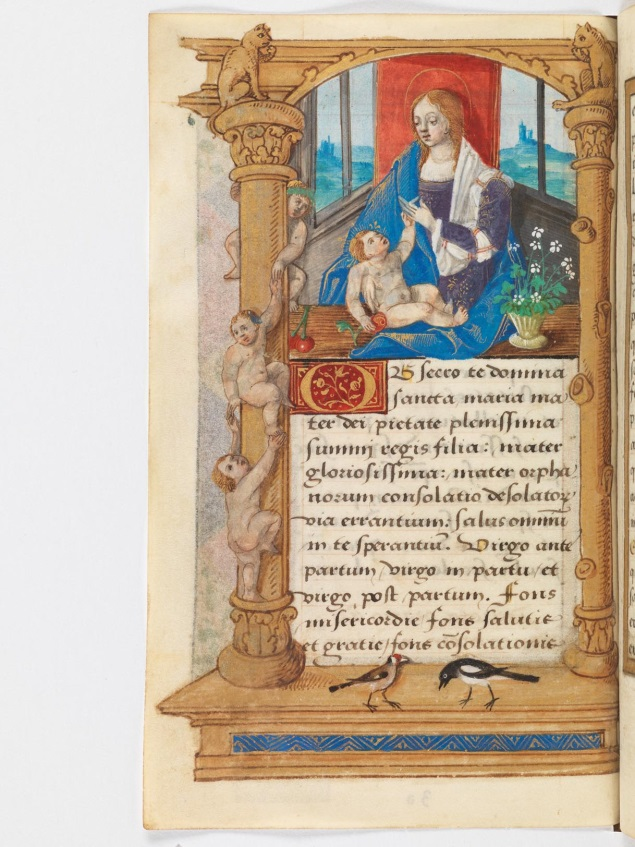
Maria mit Jesuskind, Stieglitz und Elster fol. 26v.
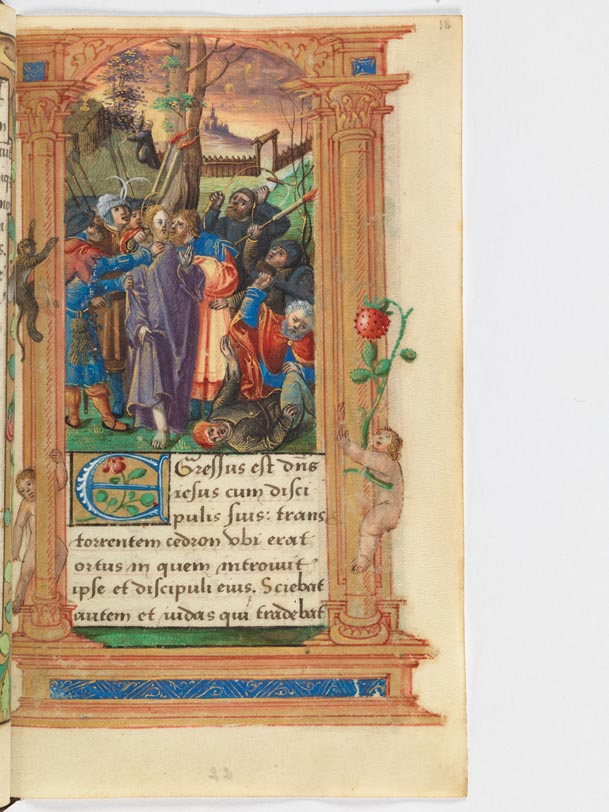
Gefangennahme Christi fol. 18r.